# Taraji P. Henson
Taraji Penda Henson (Washington D. C., 11 de septiembre de 1970) es una actriz y cantante estadounidense. Es conocida por su papel de Yvette en Baby Boy (2001), Shug en Hustle and Flow (2005) y Queenie en El curioso caso de Benjamin Button (2008), por la que fue nominada a un Premio Óscar a mejor actriz de reparto en 2009. Desde 2011 hasta 2014 fue la coprotagonista de la serie de CBS Person of Interest. 
En 2015, volvió a la televisión como protagonista en la serie Empire, donde su papel como Cookie Lyon le ha valido la aclamación unánime de la crítica, como también ganar un Critic´s Choice Award y un Globo de Oro. Además de dos nominaciones al Emmy.

## Primeros años
Henson nació en el sureste de Washington D. C., hija de Bernice Gordon, una gerente corporativa de Woodward y Lothrop, y Boris Henson, un portero y fabricante. Por parte paterna es sobrina tataranieta del explorador del Ártico, Matthew Henson. Su primer y segundo nombre son originarios de Suajili: "Taraji", que significa Esperanza y "Penda", que significa Amor.
Henson pasaba los veranos en la casa de sus abuelos en los suburbios de Maryland. Asistió a Oxon Hill High School en Oxon Hill, Maryland. En la Universidad Estatal Técnica, comenzó una especialización en Ingeniería Eléctrica. Más tarde se trasladó a la Universidad de Howard. Para pagar esta universidad, tenía dos trabajos: por la mañana como secretaria en El Pentágono y por la noche como camarera en la línea de Cruceros Odyssey. Ganó el premio Triple Amenaza y se graduó con una licenciatura en Artes Teatrales.

## Carrera
Taraji ha aparecido en películas como Cuatro hermanos (2005), Talk to Me (2007), Smokin' Aces (2007), La familia que se alimenta, y La temporada de huracanes (2009). A finales de 2008, protagonizó junto a Brad Pitt la película El curioso caso de Benjamin Button, interpretando el papel de Queenie, la madre adoptiva de Benjamin, actuación que cosechó buenas críticas y una nominación a los Premios Óscar como Mejor Actriz de Reparto. Ella señaló en una entrevista que "Queenie es la encarnación del amor incondicional". 

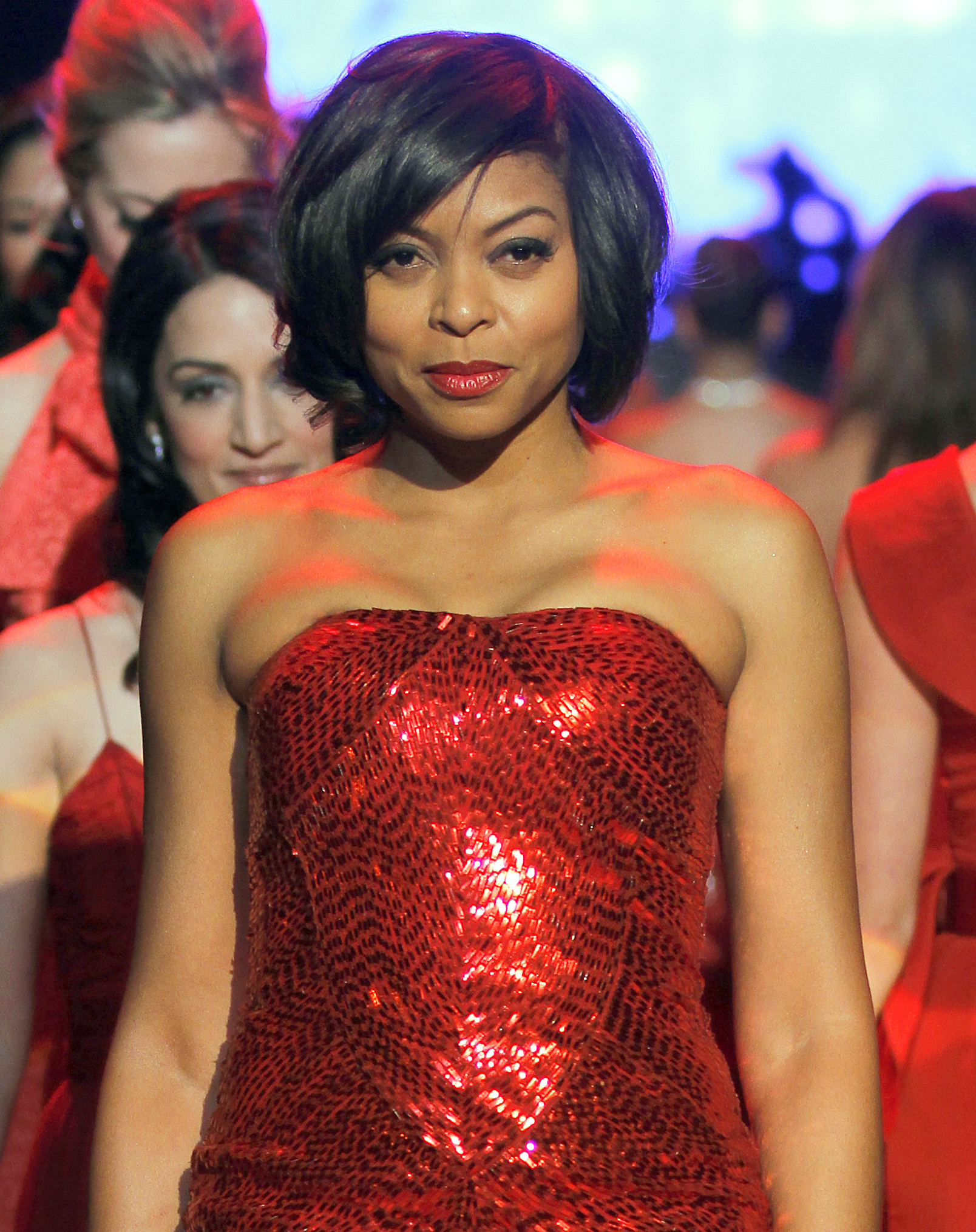
Henson modelando en 2011.

Ha participado en varios programas de televisión como The Division de Lifetime, Boston Legal de ABC durante una temporada y CSI Las Vegas. Sus apariciones en televisión incluyen el personaje Ángela Scott en Eli Stone de ABC en diciembre de 2008. 
Además ha sido estrella invitada en varios programas de televisión.
Henson hizo su debut como cantante en Hustle & Flow, interpretando la canción "It's Hard out Here for a Pimp" de Three 6 Mafia. La canción ganó un Premio Óscar a la Mejor Canción Original en 2006, dando a Three 6 Mafia la distinción de convertirse en el primer grupo Negro de hip-hop en ganar en esa categoría. Henson interpretó la canción en la ceremonia de los Óscar en vivo el 5 de marzo de 2006 con el grupo. Además, interpretó la canción "In My Daughter's Eyes" en el álbum Unexpected Dreams – Songs From the Stars en 2006.
Henson ha hecho varias apariciones en vídeos musicales. Por ejemplo, actuó en el vídeo musical del rapero Common llamado "Testify" en 2005 en el papel de la esposa de un asesino antes de ser condenado.
Se unió a PETA en su campaña contra el uso de productos de origen animal en la ropa y ha dicho:

"no creo que un ser vivo debiera sufrir por el bien de la moda, y punto. Fin de la historia... No tienes que matar a un animal solo porque deseas ser atractiva. Y realmente lo creo".

 En 2011 apareció desnuda para un aviso de la campaña "Prefiero ir desnuda que vestir pieles". En 2011 inicia en una serie llamada Person of interest Al lado de Jim Cavizel. 
Desde 2015 a 2020 trabajó en la serie Empire donde triunfó con su papel de Cookie Lyon.

### Empire
En 2015 FOX lanzó la serie Empire dándole a Taraji el papel protagonista de Cookie Lyon. En el drama-musical, interpreta a una exconvicta que tras 17 años en prisión por drogas sale de la cárcel y se encuentra que su marido, Lucious Lyon (Terrence Howard) ha levantado todo un imperio musical, por el cual ella sacrificó su vida entera.
Dispuesta a ocupar su trono y el corazón de sus tres hijos que apenas conoce, la manera de ser de Cookie, moldeada por su vida en el gueto y en prisión, pondrá patas arriba el mundo que ha creado Lucious.

## Vida personal
Tiene un hijo, Marcell (nacido en 1994). El padre de su hijo, que era su novio de la escuela, murió asesinado el año 2003.

## Filmografía
| Año  | Título                                 | Director                   | Personaje           | Notas                     |
| ---- | -------------------------------------- | -------------------------- | ------------------- | ------------------------- |
| 1998 | Streetwise                             | Martin Bell                | Tammy               |                           |
| 2000 | Satan's School for Girls               | Christopher Leitch         | Paige               | Película para televisión. |
| 2000 | Las aventuras de Rocky y Bullwinkle    | Des McAnuff                | Estudiante          | Voz.                      |
| 2001 | Murder, She Wrote: The Last Free Man   | Anthony Pullen Shaw        | Bess Pinckney       | Película para televisión. |
| 2001 | Baby Boy                               | John Singleton             | Yvette              |                           |
| 2002 | All or Nothing                         | Mike Leigh                 | Kiko                |                           |
| 2004 | Hair Show                              | Leslie Small               | Tiffany             |                           |
| 2005 | Hustle & Flow                          | Craig Brewer               | Shug                |                           |
| 2005 | Cuatro hermanos                        | John Singleton             | Camille Mercer      |                           |
| 2006 | Something New                          | Sanaa Hamri                | Nedra               |                           |
| 2006 | Smokin' Aces                           | Joe Carnahan               | Sharice Watters     |                           |
| 2007 | Talk to Me                             | Kasi Lemmons               | Vernell Watson      |                           |
| 2007 | The Family That Preys                  | Tyler Perry                | Pam                 |                           |
| 2008 | El curioso caso de Benjamin Button     | David Fincher              | Queenie             | Nominada al Premio Óscar. |
| 2009 | Not Easily Broken                      | Bill Duke                  | Clarice Clark       |                           |
| 2009 | I Can Do Bad All by Myself             | Tyler Perry                | April               |                           |
| 2009 | Hurricane Season                       | Tim Story                  | Dayna Collins       |                           |
| 2010 | Date Night                             | Shawn Levy                 | La detective Arroyo |                           |
| 2010 | Once Fallen                            | Ash Adams                  | Pearl               |                           |
| 2010 | The Karate Kid                         | Harald Zwart               | Sherry Parker       |                           |
| 2010 | Peep World                             | Barry W. Blaustein         | Mary                |                           |
| 2011 | Taken from Me: The Tiffany Rubin Story | Gary Harvey                | Tiffany Rubin       | Película para televisión. |
| 2011 | El buen doctor                         | Lance Daly                 | Nurse Theresa       |                           |
| 2011 | Larry Crowne                           | Tom Hanks                  | B'Ella              |                           |
| 2012 | Think Like a Man                       | Tim Story                  | Lauren              |                           |
| 2013 | From the Rough                         | Pierre Bagley              | Catana Starks       |                           |
| 2014 | Think Like a Man Too                   | Tim Story                  | Lauren              |                           |
| 2014 | Top Five                               | Chris Rock                 | Ella misma          | Cameo.                    |
| 2014 | No Good Deed                           | Sam Miller                 | Terry               |                           |
| 2014 | Seasons of Love                        | Princess Filmz             | Jackie              | Película para televisión. |
| 2016 | Term Life                              | Peter Billingsley          | Samantha Thurman    |                           |
| 2016 | Hidden Figures                         | Theodore Melfi             | Katherine Johnson   |                           |
| 2018 | Proud Mary                             | Babak Najafi               | Mary                |                           |
| 2018 | Acrimony                               | Tyler Perry                | Melinda Gayle       |                           |
| 2018 | Ralph Breaks the Internet              | Rich Moore y Phil Johnston | Yesss               |                           |
| 2019 | What Men Want                          | Adam Shankman              | Ali Davis           |                           |
| 2019 | The Best of Enemies                    | Robin Bissell              | Ann Atwater         |                           |
| 2022 | Minions: The Rise of Gru               | Kyle Balda                 | Belle Bottom        |                           |
| 2023 | El color púrpura                       | Blitz Bazawule             | Shug Avery          |                           |
| 2023 | Paw Patrol: The Mighty Movie           | Cal Brunker                | Victoria Vance      |                           |
| 2025 | Harta                                  | Tyler Perry                | Janiyah Wilkinson   |                           |

## Premios y distinciones
Óscar
| Año  | Categoría               | Película                           | Resultado |
| ---- | ----------------------- | ---------------------------------- | --------- |
| 2009 | Mejor actriz de reparto | El curioso caso de Benjamin Button | Nominada  |

Premios Globo de Oro
| Año  | Categoría                                   | Película | Resultado |
| ---- | ------------------------------------------- | -------- | --------- |
| 2016 | Mejor actriz de serie de televisión - Drama | Empire   | Ganadora  |

Premios Primetime Emmy
| Año  | Categoría                            | Película                               | Resultado |
| ---- | ------------------------------------ | -------------------------------------- | --------- |
| 2011 | Mejor actriz - Miniserie o telefilme | Taken from Me: The Tiffany Rubin Story | Nominada  |
| 2015 | Mejor actriz - Serie dramática       | Empire                                 | Nominada  |
| 2016 | Mejor actriz - Serie dramática       | Empire                                 | Nominada  |

Premios del Sindicato de Actores
| Año  | Categoría               | Película                           | Resultado |
| ---- | ----------------------- | ---------------------------------- | --------- |
| 2005 | Mejor reparto           | Hustle & Flow                      | Nominada  |
| 2008 | Mejor reparto           | El curioso caso de Benjamin Button | Nominada  |
| 2008 | Mejor actriz de reparto | El curioso caso de Benjamin Button | Nominada  |
| 2016 | Mejor reparto           | Hidden Figures                     | Ganadora  |